# Habrophlebiodes brunneipennis
Habrophlebiodes brunneipennis är en dagsländeart som beskrevs av Berner 1946. Habrophlebiodes brunneipennis ingår i släktet Habrophlebiodes och familjen starrdagsländor. Inga underarter finns listade i Catalogue of Life.